# آبل پاچکو
آبل پاچکو (اسپانیایی: Abel Pacheco‎؛ زادهٔ ۲۲ دسامبر ۱۹۳۳) سیاستمدار کاستاریکایی است که از ۸ مه ۲۰۰۲ تا ۸ مه ۲۰۰۶ رئیس‌جمهور این کشور بود.